# Transgór Rybnik

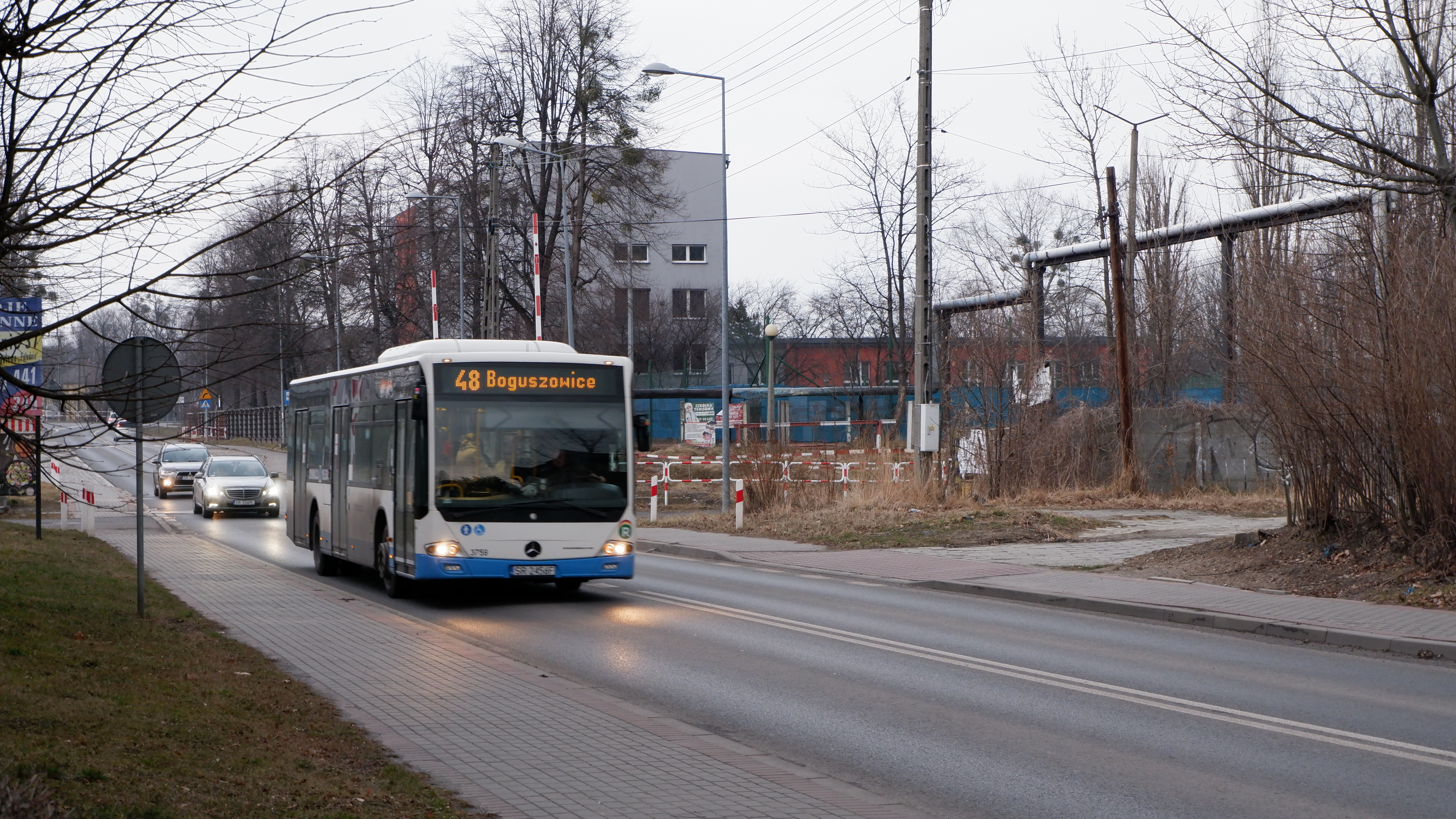
Autobus Transgór Rybnik w dzielnicy Boguszowice na linii nr 48

Transgór Rybnik S.A – przedsiębiorstwo działające w sektorach wodno-ściekowym, gospodarki odpadami, motoryzacyjnym i transportu. Jest największym przewoźnikiem w rybnickiej komunikacji miejskiej, obsługując linie autobusowe: 1, 4, 5, 8, 9, 10, 11, 12, 13, 15, 16, 17, 18, 19, 22, 23, 31, 32, 40, 41, 43, 45, 46, 47, 48, 49, 51. Siedziba przedsiębiorstwa znajduje się w Rybniku przy ulicy Jankowickiej 9, zaś zajezdnia autobusowa przy ulicy Brzezińskiej 40.

## Tabor
| Typ Autobusu                                | Liczba |
| ------------------------------------------- | ------ |
| Autosan H7-20MB                             | 1      |
| SOR NB 18                                   | 4      |
| Mercedes Conecto G                          | 4      |
| Mercedes Conecto LF                         | 21     |
| SOR NB 12                                   | 7      |
| Mercedes O405GN                             | 2      |
| Mercedes O530                               | 4      |
| Mercedes O530K                              | 2      |
| Mercedes O530G                              | 2      |
| Mercedes-Benz Conecto NGT                   | 9      |
| Wszystkie pojazdy                           | 56     |
| Udział autobusów niskopodłogowych we flocie | 95%    |
|                                             |        |